# Rocca Maggiore

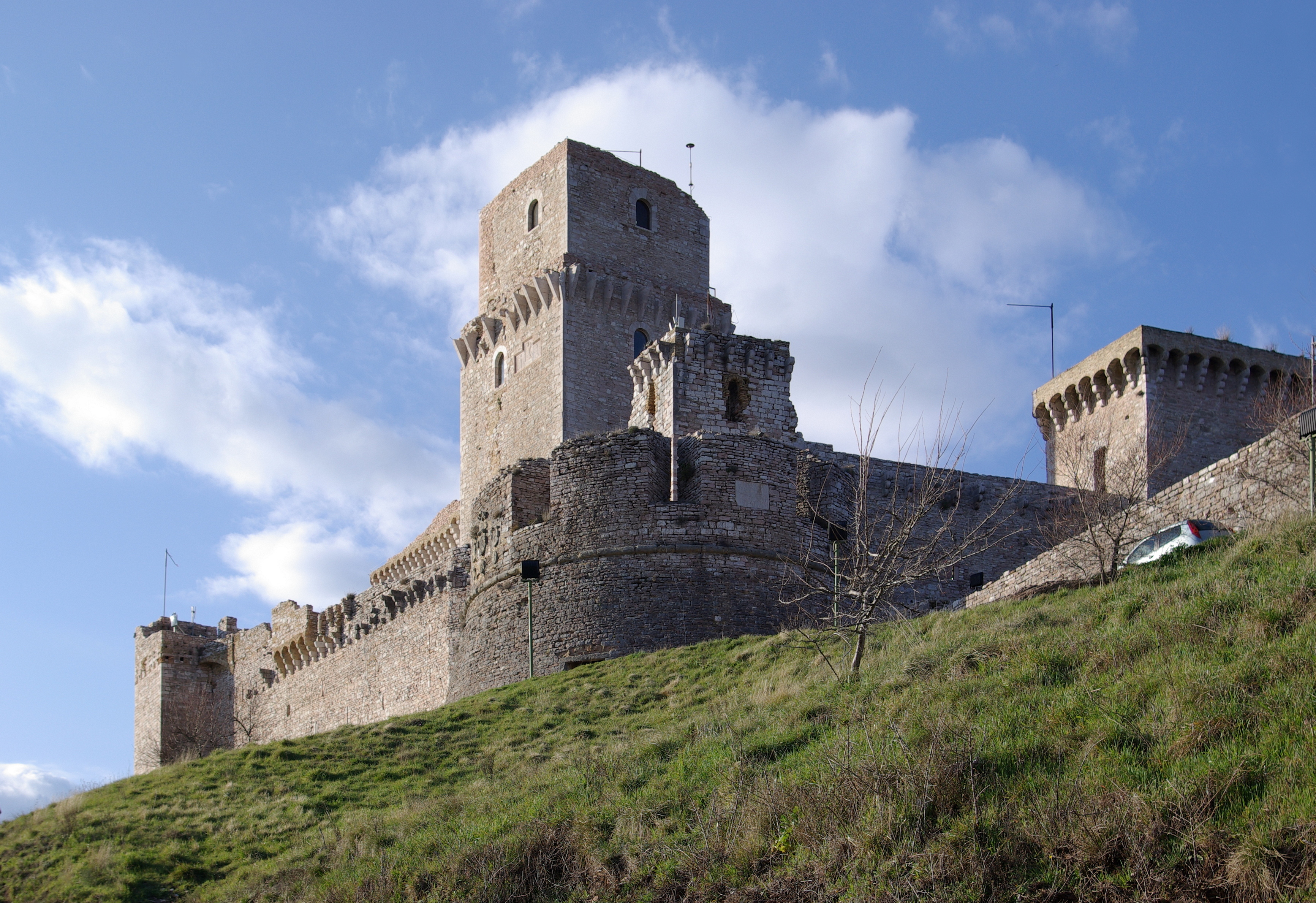
Rocca Maggiore

Die Burg Rocca Maggiore ist die größere der beiden Befestigungsanlagen in der italienischen Stadt Assisi und befindet sich oberhalb des historischen Zentrums der Stadt. Die kleinere Befestigungsanlage ist die gegenüberliegende Rocca Minore.

## Geschichte

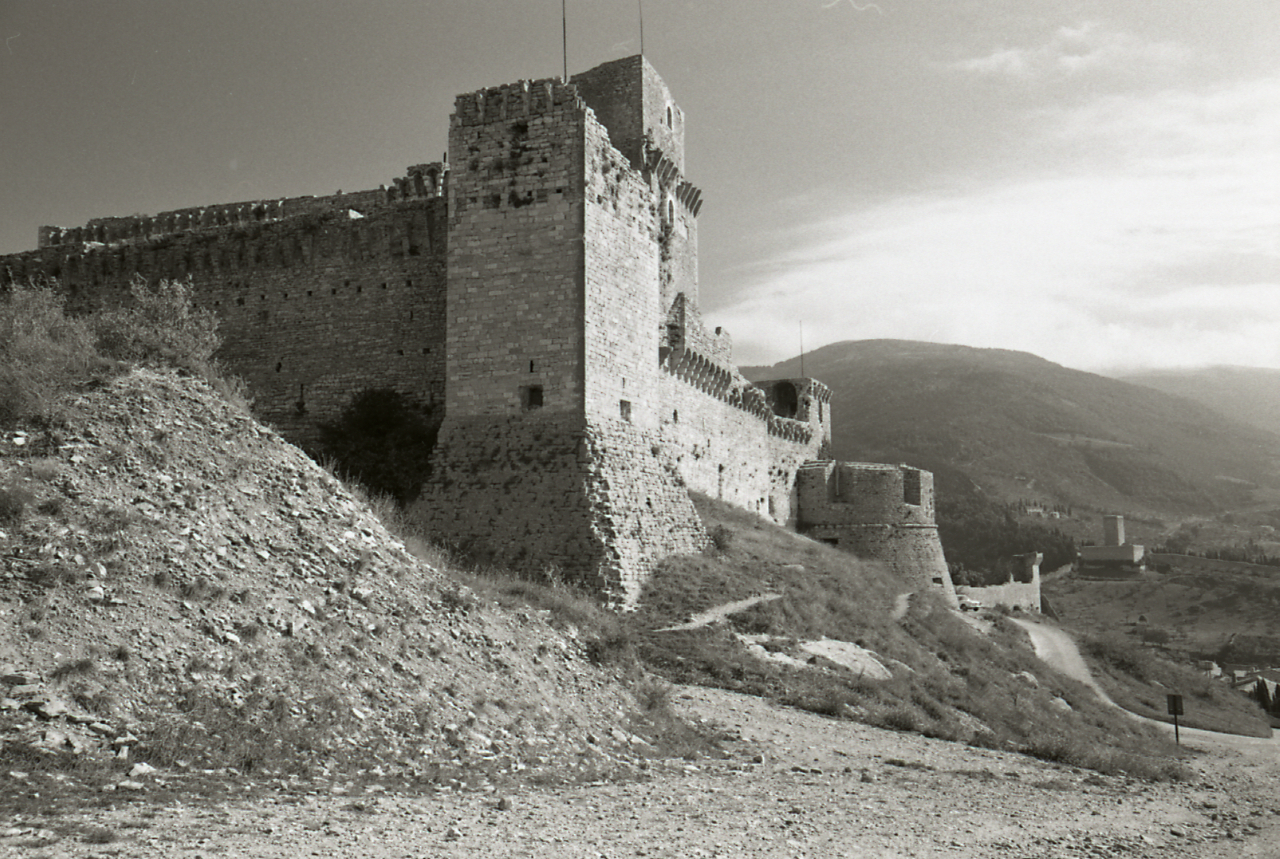
Foto von Paolo Monti, 1967

Die erste Erwähnung der Burg stammt aus dem Jahre 1173. Wahrscheinlich wurde die erste steinerne Burgbefestigung von Ugolino de Montemarte entworfen, der aber schon 1394 vor ihrer Vollendung starb. Schon Kaiser Friedrich II. hat als Knabe hier gelebt. Die heutige Anlage mit den entsprechenden Veränderungen entwarf und baute Kardinal Albornoz als Vorbereitung für die Rückkehr der Päpste aus dem Exil in Avignon. Bis zum vollständigen Ausbau der Burg sollte aber mehr als ein Jahrhundert vergehen. Erst 1538, als Burgen schon beinahe ihre Bedeutung als Militärstützpunkte verloren hatten, wurde die Festung fertiggestellt.

## Aufbau der Burg
Die Burg liegt auf einer Felsenspitze und machte so die Errichtung einer Motte unnötig. Die Mauern werden von quadratischen Ecktürmen geschützt. Der große Donjon sowie die Mauern stammen noch aus der Anfangszeit der Burg. Deutlich zu sehen sind die an den Mauern angebrachten Zinnen und Pechnasen. Im ersten Stock des Palas befindet sich ein großer Festsaal mit reichen Verzierungen. Der Innenhof ist im Verhältnis zur Gesamtanlage recht klein. In der Mitte des 15. Jahrhunderts errichtete Giacomo Piccinino einen zwölfseitigen Turm im Westen der Burg an einer Mauer mit Wehrgang. Der letzte Ausbau fand 1538 statt. Hierbei errichtete man eine runde Bastion am Eingang, die in der Lage war Artillerie aufzunehmen.

## Heutiger Zustand
Spuren kriegerischer Auseinandersetzungen sind heute noch deutlich sichtbar. Ecktürme, Zinnen und Pechnasen sind schwer beschädigt oder gar eingestürzt. Mittlerweile setzen aber umfangreiche Restaurierungsmaßnahmen ein.